# Катепан
Катепан (на гръцки: κατεπάνω) е титла и административна длъжност във Византийската империя.
Използвана още през IX век, тя придобива по-определен характер през втората половина на X век, когато катепаните са военни и граждански управители на катепанати, големи административни единици, включващи по няколко теми, образувани при разширението на империята на изток в този период. Титлата се използва и във Втората българска държава. Така катепани се споменават във Ватопедската грамота на цар Иван Асен II и в Мрачката грамота на цар Иван Александър.